# Julio Borrás
Julio Borrás, fue un ciclista español que corrió durante la década de los 20 del siglo XX. En su palmarés destaca un tercer puesto en la Volta a Cataluña de 1928 y sexto puesto en la del edició del 27.

## Palmarés
1928
- Vencedor de etapa en la Volta a Cataluña